# 設計與科技
設計與科技（英語：Design and Technology，簡稱D&T）是英國教育中體系一門課程，目的是幫助學生發展一系列的設計技術技能。
設計與科技或類似形式的課程已經在印度，美國，澳大利亞，新西蘭，愛爾蘭，馬耳他，中國，南非，法國和芬蘭。許多國際學校都教授設計和技術。作為一門學校課程，它涉及學生使用一系列材料或媒體在實際環境中進行設計。
設計與科技也是許多國家（包括澳大利亞，加拿大，美國，新加坡，南非，荷蘭和新西蘭）的大學課程，目的是在工業設計等領域為教師的準備和通識教育。

## 各地情况

### 英国
設計與科技是英國所有中小學各級學校提供的學校課程。它的用途是使學生們發展一系列的設計技能和技術技能，例如，使用媒體設計他們的項目並使用鋸子切割物品。 1988年，它首次作為標題主題出現在英格蘭，威爾士和北愛爾蘭的第一屆國家課程中。一些提供課程的英國大學包括：布賴頓，謝菲爾德·哈拉姆，戈德史密斯，倫敦大學和格林威治。

#### 普通教育證書
隨著第一門國家課程的推出，D＆T在英格蘭，威爾士和北愛爾蘭引入了新的GCSE資格。與《國家課程》不同的是，以前的學科名稱（例如工藝，設計和技術（CDT）和家政）被保留，而其他學科則被保留（例如電子，食品技術，紡織技術以及系統和控制）。
這些GCSE規範具有兩個評估的組成部分： 
- 最終成績的50％
- 50％用於一般主題知識（材料，過程，技術和可持續性等）的考試。

提供的GCSE D＆T標題包括： 
- GCSE設計與技術：電子產品
- GCSE設計與技術：食品技術
- GCSE設計與技術：圖形產品
- GCSE設計與技術：耐腐蝕材料
- GCSE設計與技術：系統與控制
- GCSE設計與技術：紡織技術
- GCSE設計與技術：產品設計

#### GCSE D＆T（2017年起）
自2017年9月以來，新的GCSE在英格蘭開始教授，該課程涵蓋了所有物質領域（食品除外，現在食品是單獨的GCSE）。與以前的GCSE相似，新的GCSE規範包含兩個經過評估的組成部分-考試和未經審查的評估（NEA），但標記比例為50:50。 

#### 普通教育高級程度證書
A和AS級別的考試為學生提供了個性化學習和解決問題的能力，這對於企業和行業來說都是必不可少的。時間管理是在資格證書課程工作要素中考生成功的關鍵因素。考試與其他任何科目一樣嚴格。確實，由於所需的任務和組織技能的複雜性和多樣性，該考試和課程要求很高。該主題涵蓋從控制技術到美學產品設計的活動。學生必須使用所有類型的計算機軟件，包括計算機輔助設計和製造，電子錶格和計算機演示文稿。這些工作的輸出通常發送到CNC機器進行製造。

### 苏格兰
技術教育是蘇格蘭中學課程的一部分。技術教育分為各個科目，分別位於國家4，國家5，高等教育和高級高等教育 
技術標準科目 
- 圖形交流
- 設計製造
- 工程科學
- 實用電子產品（適用於N5級）
- 實用木工（適用於N5級）
- 實用金屬製品（適用於N5級）

技術專業科目 
- 建築技術
- 汽車工程
- 土木工程
- 建設服務
- 建造
- 電機工程
- 機械工業
- 機電一體化

### 香港
香港中學文憑考試「設計與應用科技科」(英語：Design and Applied Technology，縮寫：DAT)根據考評局編訂的《設計與應用科技課程及評估指引（中四至中六） （页面存档备份，存于）》，主要學習設計、製造和推廣科技產品，公開考試佔六成分數，另外四成是校本評核，校本評核題目由考評局提供。

### 國際文憑
IB組別四：實驗科學—「設計科技」（DT）是全球許多國際學士學位學校提供的一門選修課。IB中學課程也提供設計課程，作為6-10年級的必修科目，以及文憑課程級別（11-12年級）的必修課。IB設計技術的內容與設計技術，該課程在英格蘭，澳大利亞，加拿大，新西蘭和許多非洲國家的國家課程中廣泛提供。
國際文憑大學預科課程「設計科技」課程設計的主要重點是通過實用的程序，使學生對設計週期有所了解。學生將基於解決一個真實而真實的問題來完成項目。學生記錄他們在設計週期中的進展，以求出可行的解決方案。他們創建解決方案，然後在進行全面測試後對其進行評估。設計技術文憑課程是為期兩年的設計導論，一系列技術基礎知識和全球技術問題。它為學生提供了知識，使其能夠在學校的工作坊中進行設計和製作，還可以發展有關技術的一般知識。由於它是一門國際課程，因此特別關注全球環境問題。它涵蓋了人為因素和人體工程學，資源管理和可持續生產，建模，最終生產的原材料，創新和設計，經典設計等核心主題。它涵蓋了以用戶為中心的設計，可持續性，創新和市場以及商業生產方面的高級高級主題。該文憑已被許多國家的大學錄取，為工程，建築，產品設計，室內設計，設計和教育等領域的職業做好了充分的準備。